# 孙中山 (1986年电影)
《孙中山》，1986年中国大陆上映的传记片，讲述了孙中山波澜壮阔的一生，导演丁荫楠，主演刘文治、张燕、王咏歌。

## 剧情
1911年，武昌起义取得胜利，辛亥革命波涛汹涌席卷全国，不久之后，孙中山在南京就任“中华民国临时大总统”，没过多久，北洋军阀的袁世凯在北方控制了清廷残留政权，为了统一国家，袁世凯和孙中山展开谈判，袁世凯夺取了胜利果实，袁世凯担任总统之后，野心勃勃，暗地里刺杀了宋教仁，随后，孙中山和陈其美发动二次革命，不幸失败，流亡大日本帝国。孙中山在日本重新组织和联络战友，回到广东省，就任广州军政府大元帅，挥师北伐，由于陈炯明叛变，北伐失败。最后，孙中山不幸英年早逝。

## 演员

### 主要演员
| 演员   | 角色   | 备注 |
| 刘文治 | 孙中山 |      |
| 刘斯民 | 黄兴   |      |
| 张燕   | 宋庆龄 |      |
| 王延松 | 宋教仁 |      |
| 王咏歌 | 朱执信 |      |
| 沈卫国 | 陈炯明 |      |
| 阮志强 | 胡汉民 |      |
| 任超   | 廖仲恺 |      |
| 于孜健 | 李大钊 |      |
| 张士会 | 蒋中正 |      |
| 王震   | 毛泽东 |      |

### 次要演员
| 演员   | 角色     | 备注 |
| 马红鹰 | 汪精卫   |      |
| 王诗槐 | 陈其美   |      |
| 孙国璐 | 宋霭龄   |      |
| 俞洛生 | 宋耀如   |      |
| 唐汤民 | 郑士良   |      |
| 徐卫宏 | 陆皓东   |      |
| 辛静   | 袁世凯   |      |
| 孙素杰 | 隆裕太后 |      |
| 唐爱梅 | 罗迦陵   |      |

### 外国演员
| 演员       | 角色     | 备注 |
| 大和田伸也 | 宫崎寅藏 |      |
| 中野良子   | 宫崎夫人 |      |
| 神谷和夫   | 平山周   |      |
| 桥本功     | 萱野长知 |      |
| 儿玉泰次   | 内田良平 |      |
| 小川真司   | 鹤冈     |      |
| 岩本千春   | 秋香     |      |
| 普斯特     | 哈同     |      |
| 戈沙       | 马林     |      |

### 其他演员
该片有军方参演：中国人民解放军总参谋部、中国人民解放军87400部队、54410部队、83115部队、53203部队、87268部队、38204部队、38432部队、38200部队、53224部队、51116部队，中国人民解放军体育学院、中国人民武装警察部队（北京市总队、上海市总队、广东省总队、福建省直属支队）。
该片有日本国参演：福冈市政府、东京株式会社、东京真优美会。

## 制作团队
- 制片主任：李金榜、招庆强
- 美术：闵宗泗、马永元、关愈
- 录音：邓清华、黄明光
- 编辑：车旭群
- 照明：李文、司徒经纬
- 化妆：何子云、孙阿甦
- 服装：任奉仪、王辑珠
- 道具：田世凯、黄校明、林洪添
- 置景：梁培
- 烟火：彭福初、黎国良
- 特效设计：谷家栋、李自强
- 特技摄影：马卫
- 拟音：甄福庆
- 指挥：丁家琳、方国庆
- 演奏：中央乐团交响乐队、珠影乐团